# دون جونز
دون جونز (بالإنجليزية: Don Jones)‏ (و. 1990  م) هو لاعب كرة قدم أمريكية، من الولايات المتحدة، ولد في تاون كريك، ألاباما، يلعب كمُؤمن ‏.

## التعليم
تعلم في جامعة ولاية أركنساس.